# اس‌ام یوبی-۱۹
اس‌ام یوبی-۱۹ (به انگلیسی: SM UB-19) یک زیردریایی بود. این زیردریایی در سال ۱۹۱۵ ساخته شد.